# Seznam slovenskih nogometnih trenerjev
Seznam slovenskih nogometnih trenerjev

## B
Oliver Bogatinov - Davmir Burić-Šolta ?

## E
Branko Elsner - Branko Elsner mlajši - Marko Elsner - Luka Elsner

## F
Dario Frandolič - Franc Fridl

## G
Primož Gliha

## H
Safet Hadžić - Rok Hanžič - Branko Horjak - Branko Horvat (*1950)

## J
Bojan Jančar

## K
Srečko Katanec - Tomaž Kavčič - Matjaž Kek - Saša Kolman - Drago Kostanjšek

## M
Milan Miklavič - Darko Milanič

## O
Branko Oblak - Edin Osmanović

## P
Milan Petrović - Tomaž Petrovič - Pavel Pinni - Josip Pirmajer - Danilo Popivoda - Bojan Prašnikar - (Robert Prosinečki) - Marijan Pušnik -

## R
Dušan Razboršek - Simon Rožman-Džimi

## S
Simon Sešlar - Vojislav Simeunović - Dino Skender - Slaviša Stojanovič - Branko Smodič

## Š
Ante Šimundža - Rajko Štolfa

## T
Toni Tomažič

## V
Zdenko Verdenik

## Z
Janez Zavrl - Zoran Zeljković - Janez Zupančič